# Jean Jacquot
Jean Jacquot, né le 27 mars 1909 au Havre et mort le 15 juillet 1983 à Roquefort-les-Pins est un historien français, spécialiste de l'étude du théâtre, des arts et de la civilisation de la Renaissance au CNRS.

## Biographie
Né au Havre le 27 mars 1909, fils d'un receveur des douanes, il fait ses études secondaires au Lycée du Havre et ses études supérieures à la Sorbonne. Un long séjour en sanatorium (1931-1936) interrompt ses études qu'il reprend en préparant un doctorat d'État pour lequel il est admis au CNRS en 1943. Sa thèse sur le poète et dramaturge George Chapman lui donne le titre de docteur en 1949.
Ses longs séjours en Angleterre, en 1930-1931, puis en 1946-1948, l'amènent à des recherches sur la dramaturgie élisabéthaine (Shakespeare en France, Paris, 1964) et sur des questions philosophiques et religieuses comme l'athéisme de Marlowe.
Directeur de recherches au CNRS, il fonde dans la Collection du CNRS, Le Chœur des Muses, qui révèle les aspects de son savoir en musique, musicologie et luthistes français, théâtre, réalisme et poésie au théâtre, tragédies de Sénèque et théâtre de la Renaissance, types de lieu théâtral et leurs transformations, fêtes et spectacles, ou encore, avec la série intitulée Les Voies de la Création théâtrale, études sur les mises en scène de pièces comme Le Juif de Malte ou Le Roi Lear.
Il assure, également au CNRS, la vice-présidence du Conseil de perfectionnement du Centre d'Études supérieures de la Renaissance. Bien que spécialiste de cette période de l'histoire, il prend conscience de la nécessité de susciter parallèlement des travaux consacrés au théâtre européen du XXe siècle comme aux théâtres d'autres civilisations.

## Publications (sélection)

### CNRS Éditions[4]
- La Renaissance dans les provinces du Nord
- J. Grotowski, E. Barba, Living Théâtre, Open Théâtre, V. Garcia et Arrabal
- Réalisme et poésie au théâtre
- Le Théâtre moderne, Hommes et tendances

### Autres éditions[5]
- Le Naturaliste Sir Hans Sloane (1660-1753) et les échanges scientifiques entre la France et l'Angleterre, Alençon, Impr. de Poulet-Malassis, 1954
- Echos anglais des controverses sur la musique française et italienne (1700-1750), Paris, 1955
- Humanisme et science dans l'Angleterre élisabéthaine, l'œuvre de Thomas Blundeville, Paris, PUF, 1953